# Dicliptera mucronifolia
Dicliptera mucronifolia es una especie de planta con flor nativa de la región del Cerrado en Brasil. 
Esta especie es citada en Flora Brasiliensis por Carl Friedrich Philipp von Martius.

## Taxonomía
Dicliptera mucronifolia fue descrita por Christian Gottfried Daniel Nees von Esenbeck y publicado en Flora Brasiliensis 4: 161. 1847
Sinonimia
- Diapedium mucronifolium (Nees) Kuntze[2]